# Philodromus ruficapillus
Philodromus ruficapillus är en spindelart som beskrevs av Simon 1885. Philodromus ruficapillus ingår i släktet Philodromus och familjen snabblöparspindlar. Inga underarter finns listade i Catalogue of Life.